# Urophora quadrifasciata
Urophora quadrifasciata
 es una especie de insecto del género Urophora de la familia Tephritidae del orden Diptera. 
Johann Wilhelm Meigen la describió científicamente por primera vez en el año 1826.
Miden de 2 a 3 mm. Hay dos generaciones por año. Los adultos emergen en la primavera de agallas formadas el otoño anterior en los frutos.
La especie es nativa de Europa; ha sido introducida a los Estados Unidos como control biológico de especies de Centaurea, hierbas introducidas e invasoras.